# Spiral Jetty
Spiral Jetty (« Jetée en spirale ») est une installation de land art réalisée par le sculpteur américain Robert Smithson au bord du Grand Lac Salé en avril 1970.

## Description
Spiral Jetty est une œuvre qui prend la forme d'une spirale de 457 m de long et de 4,5 m de large, s'enroulant dans le sens inverse des aiguilles d'une montre. Constituée de boue, de cristaux de sel, de rochers de basalte, de bois et d'eau, cette œuvre est située au nord-est du Grand Lac Salé, près de Rozel Point, à Salt Lake Utah.
Au moment de sa construction, le niveau de l'eau du lac était anormalement bas à cause d'une sécheresse. Au bout de quelques années, le niveau est remonté à la normale et a submergé l'œuvre pendant une trentaine d'années. À la suite d'une autre sécheresse, la jetée a émergé à nouveau en 2002 et est restée complètement exposée à l'air libre pendant presque un an. Le niveau de l'eau est monté à nouveau au printemps 2005 et a partiellement submergé l'œuvre une nouvelle fois.
Originellement composée de roche basaltique noire sur une eau rougeâtre, Spiral Jetty apparaît maintenant largement blanche sur fond rose à cause des incrustations de sel et du niveau inférieur du lac.

## Construction
Smithson aurait choisi le site de Rozel Point à cause de la couleur rouge de ses eaux et de sa correspondance avec la mer primitive. La teinte rouge provient de la présence d'une bactérie résistante au sel et d'une algue qui prospère dans les 27 % de salinité du nord du lac, isolé de sources d'eau douce depuis la construction d'une digue par la Southern Pacific Railroad en 1959.
Smithson aurait également été attiré par les vestiges industriels du Golden Spike National Historic Site tout proche et sa beauté dénuée de bucolisme, ainsi que par un ancien ponton et quelques tours de forage pétrolier abandonnées.
L'œuvre fut financée en partie par un don de 9 000 dollars de la Virginia Dawn Gallery de New York. Aucune autre galerie ne fit pour d'autres travaux ce que Dawn fit pour Double Negative et pour Spiral Jetty. Le site se vit accorder un bail de vingt ans. Pour déplacer les 6 550 tonnes de rochers dans le lac, Smithson engagea Bob Phillips, habitant à proximité à Ogden, qui utilisa deux dumpers, un grand tracteur et un chargeur. La construction débuta en avril 1970 et dura six jours.
Smithson mourut dans un accident d'avion trois ans après avoir terminé la jetée. La sculpture est actuellement la possession de la Dia Art Foundation à New York, qui l'a acquise des descendants de l'artiste en 1999.

## Préservation

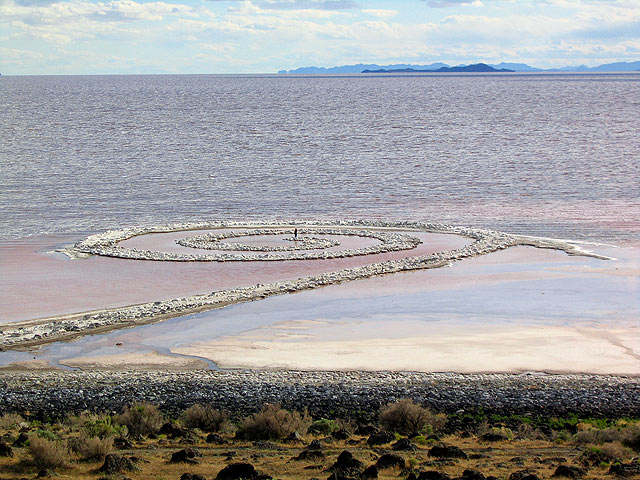
Personne se tenant au milieu de Spiral Jetty, photographiée depuis le rivage.

Du fait de son exposition actuelle aux éléments et des dégâts provoqués par un nombre croissant de visiteurs, la préservation de Spiral Jetty pose question. La décoloration des rochers et la baisse du niveau du lac ayant altéré les couleurs, il a été proposé de renforcer la sculpture et de restaurer ses couleurs initiales en ajoutant de nouveaux rochers, tout en conservant l'esprit de l'original. Sans ces additions, on estime que l'œuvre sera à nouveau submergée lorsque la sécheresse sera passée.
La pertinence de cette opération est compliquée par les déclarations ambiguës de Smithson, qui a exprimé son admiration pour l'entropie et qui destinait ses travaux à limiter les caractéristiques terrestres, tout en leur épargnant les perturbations et la destruction.
En 2008 furent annoncés de possibles forages pétroliers exploratoires à une dizaine de kilomètres de Spiral Jetty. Cette décision rencontra une forte résistance de la part de la communauté artistique et l'État de l'Utah reçut plus de 3 000 courriels à ce sujet, la plupart s'opposant aux forages.
En 2019, une dernière décennie de sécheresse a laissé l'œuvre hors des eaux et intégralement accessible toute l'année.

## Hommages

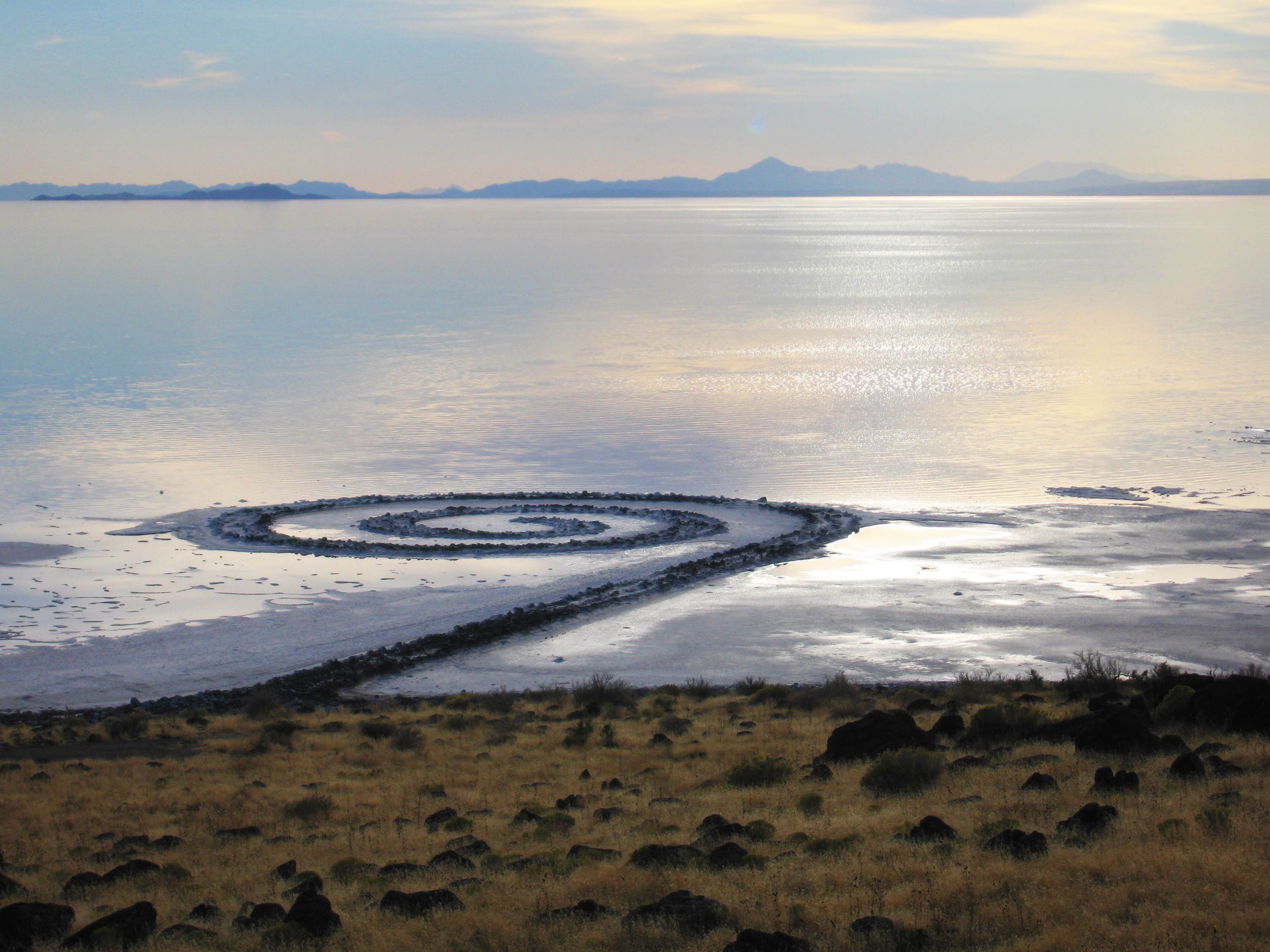
Photographie de Spiral Jetty, le 11 janvier 2004, à 7 h du matin. Le basalte y apparaît d'autant plus noir.

- Vik Muniz, Spiral Jetty after Robert Smithson (1998) , modèle réduit, collection du SFMOMA .
- Nikolaj Recke, Insecurity Zone (2009) , vidéo HD, 6 min 34 s.
- Amara Ghrab, Spirale du Chott-el-Jerid (2011) , sculpture in situ.
- Jan Robert Leegte, Remake of Robert Smithson's Spiral Jetty in Minecraft (2013) , vidéo HD, 15 min 15 s.
- Robert Piéchaud, Still, for piano solo & electronics (2013) , performance musicale, 26 min, Collège des Bernardins, 13 juin 2013 .
- Tacita Dean, JG (2013) , film 35 mm, 26 min 05 s, présenté en 2014 à la galerie Marian Goodman à Paris.
- Skylar Nielsen, Jetty (2014) , film réalisé en partenariat avec Vita Brevis Films, participation de l'acteur américain Julian Sands.